# Leopold IV de Babenberg
Leopold IV de Babenberg (alemany: Leopold IV der Freigiebige)  (c. 1108 - Niederalteich, 18 d'octubre de 1141 (Gregorià)) fou marcgravi d'Àustria de la casa de Babenberg, des de novembre de 1136 a 1141 com a Leopold IV, i duc de Baviera com a Leopold I des de 1139 fins a la seva mort.
Era fill del marcgravi Leopold III de Babenberg el Sant. No era el fill gran i no se sap perquè fou preferit en la successió al seu germanastre Adalbert, d'un primer matrimoni del seu pare, que en tot cas va morir al cap de poc (1137). Per la seva mare Agnès de Francònia o de Waiblingen (1073-1143) estava emparentat amb els Hohenstaufen. Durant la seva lluita contra els seus rivals de la Casa de Welf li fou atorgat l'antic feu ducal welf de Baviera per l'emperador Conrad III. Va aconseguir mantenir la seva posició a aquest ducat, i el seu germà Otó fou bisbe de Freising, que estava dins els límits del ducat.
La mesura més important del seu curt regnat fou el "Canvi de Mautern" concertat amb el bisbe de Passau el 1137; el bisbe va rebre l'Església de Sant Pere de Viena del marcgravi i a canvi va adquirir extenses terres que pertanyien al bisbat al voltant de la ciutat amb l'excepció del territori on havia de ser construïda la nova església que va esdevenir la catedral de Sant Esteve.
Leopold va morir a Niederaltaich (Baviera) de manera inesperada quan només feia cinc anys de govern a Àustria i dos a Baviera. El va succeir el seu germà Enric Jasomirgott.